# Kokkie Gilles
Cornelia Maria (Kokkie) Gilles (Oud-Beijerland, 3 juli 1918 – Soest, 5 februari 2006) was de persoonlijke assistente en vertrouwelinge van prins Bernhard van Lippe-Biesterfeld. 
Tijdens de Tweede Wereldoorlog was Gilles lid geworden van de Binnenlandse Strijdkrachten en daar leerde ze Bernhard kennen. Na de oorlog werd ze zijn persoonlijke assistente. Als zodanig was ze in de directe nabijheid van de prins en beheerde zijn agenda, regelde zijn administratie, nam met hem de post door en hield het archief bij. In het begin had Gilles een eigen kamer op paleis Soestdijk, maar later kocht Bernhard een villa voor haar in Soest. 
Bernhard en zijn assistente noemden zichzelf ook wel Pappie en Kokkie, afgeleid van het kinderprogramma Peppi en Kokki (Bernhard werd in huiselijke kring "pappie" genoemd). Gilles vergezelde altijd de prins op zijn vakanties naar het Italiaanse Porto Ercole, waar ze een eigen bungalow had. Daarnaast ging ze mee op twee andere reizen.
Na haar pensioen bleef ze een vertrouweling van de prins en ze werd hiervoor onderscheiden met het Erekruis in de Huisorde van Oranje.
Bernhards kleindochter Margarita de Bourbon de Parme gaf in 2003 in een interview met tijdschrift HP/De Tijd aan dat Gilles een verhouding met haar grootvader had. 
Gilles overleed op 5 februari 2006 op 87-jarige leeftijd in Soest. Haar overlijden werd pas vier dagen later publiek gemaakt, nadat de crematie had plaatsgevonden.
Voor haar verzetsdaden tijdens de Tweede Wereldoorlog ontving zij nadien het Verzetsherdenkingskruis